# Rendbontás
A rendbontás a köznyugalom elleni bűncselekmények csoportjába tartozó büntetendő cselekmény, e bűncselekmény sérti a nyilvános rendezvények biztonságához, lebonyolításának zavartalanságához fűződő társadalmi érdeket.

## Magyar szabályozás
Btk. 271/A. § 
- (1) Aki a nyilvános rendezvény rendezőjének a rend fenntartása érdekében tett intézkedésével szemben erőszakkal vagy fenyegetéssel ellenállást tanúsít, ha súlyosabb bűncselekmény nem valósul meg, vétséget követ el, és két évig terjedő szabadságvesztéssel, közérdekű munkával vagy pénzbüntetéssel büntetendő.
- (2) A büntetés bűntett miatt három évig terjedő szabadságvesztés, ha a rendbontást csoportosan vagy felfegyverkezve követik el.
- (3) Mellékbüntetésként kitiltásnak is helye van.
- (4) E § alkalmazásában nyilvános rendezvény: a gyülekezési jogról szóló törvény hatálya alá tartozó rendezvény, továbbá az olyan kulturális és sportrendezvény, amely a közönség számára azonos feltételek mellett nyitva áll.

### Passzív alany
A bűncselekmény passzív alanya – a sérelem elszenvedője – csak a nyilvános rendezvény rendezője lehet. Zártkörű rendezvényen tehát nem valósítható meg ez a bűncselekmény.

### Elkövetési magatartás
A bűncselekmény elkövetési magatartása a nyilvános rendezvény rendezőjének a rend fenntartása érdekében tett intézkedéseivel szembeni ellenállás tanúsítása. Az ellenállásnak erőszakot vagy fenyegetést kell tartalmaznia. Az erőszaknak személy ellen kell irányulnia. A bűncselekmény csak nyilvános helyen követhető el. 

### Szubszidiaritás
A rendbontás szubszidiárius bűncselekmény, megállapítására csak akkor kerülhet sor, ha más súlyosabb bűncselekmény nem következik be. 

### Speciális büntetés
E bűncselekmény a köznyugalmat súlyosan zavaró jellege miatt indokolt, hogy az elkövetőt egy vagy több  helységből távol tartsák, rendbontás esetén kitiltásnak is helye van.